# Brackstedt

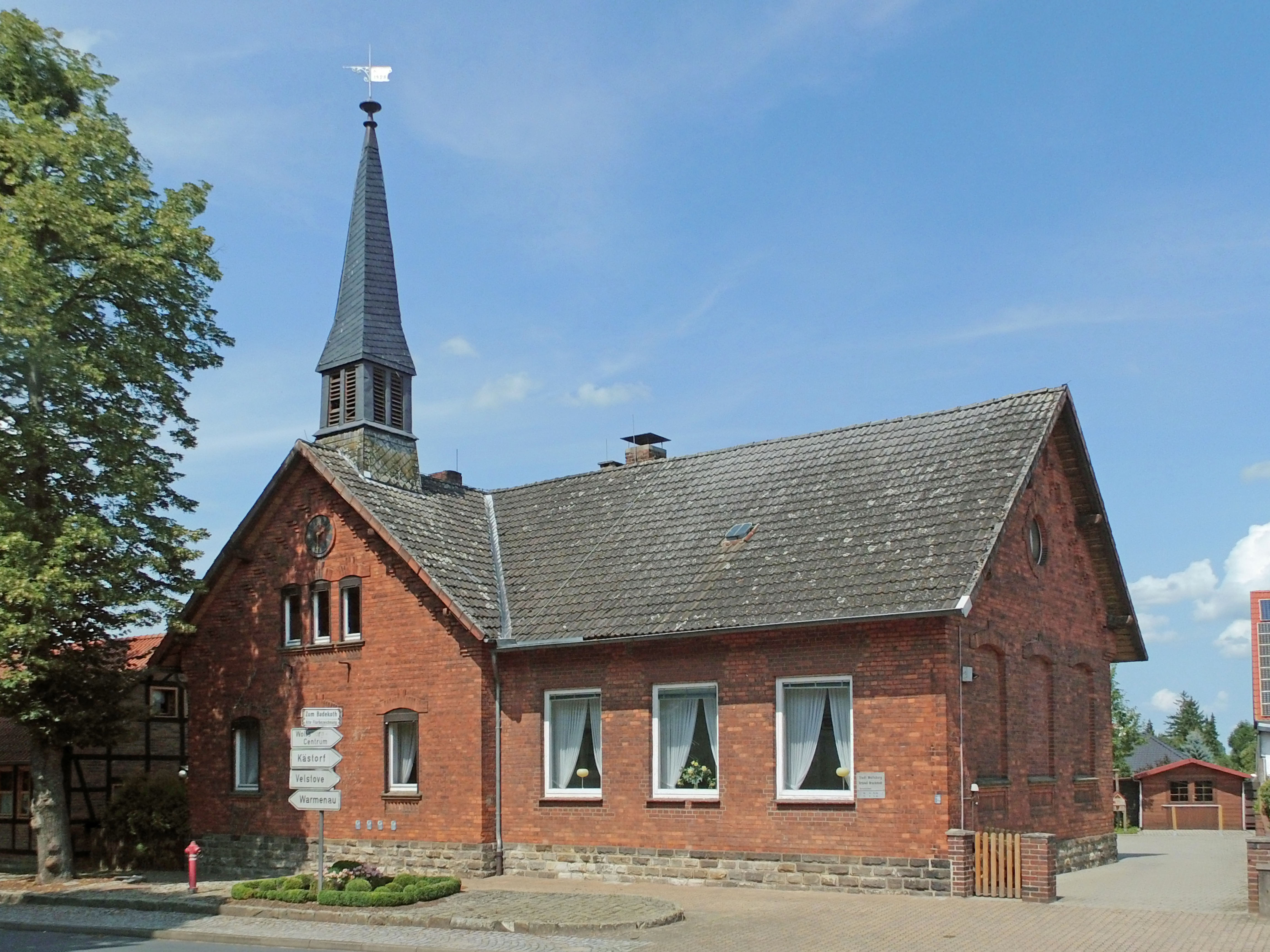
Ehemalige Schule

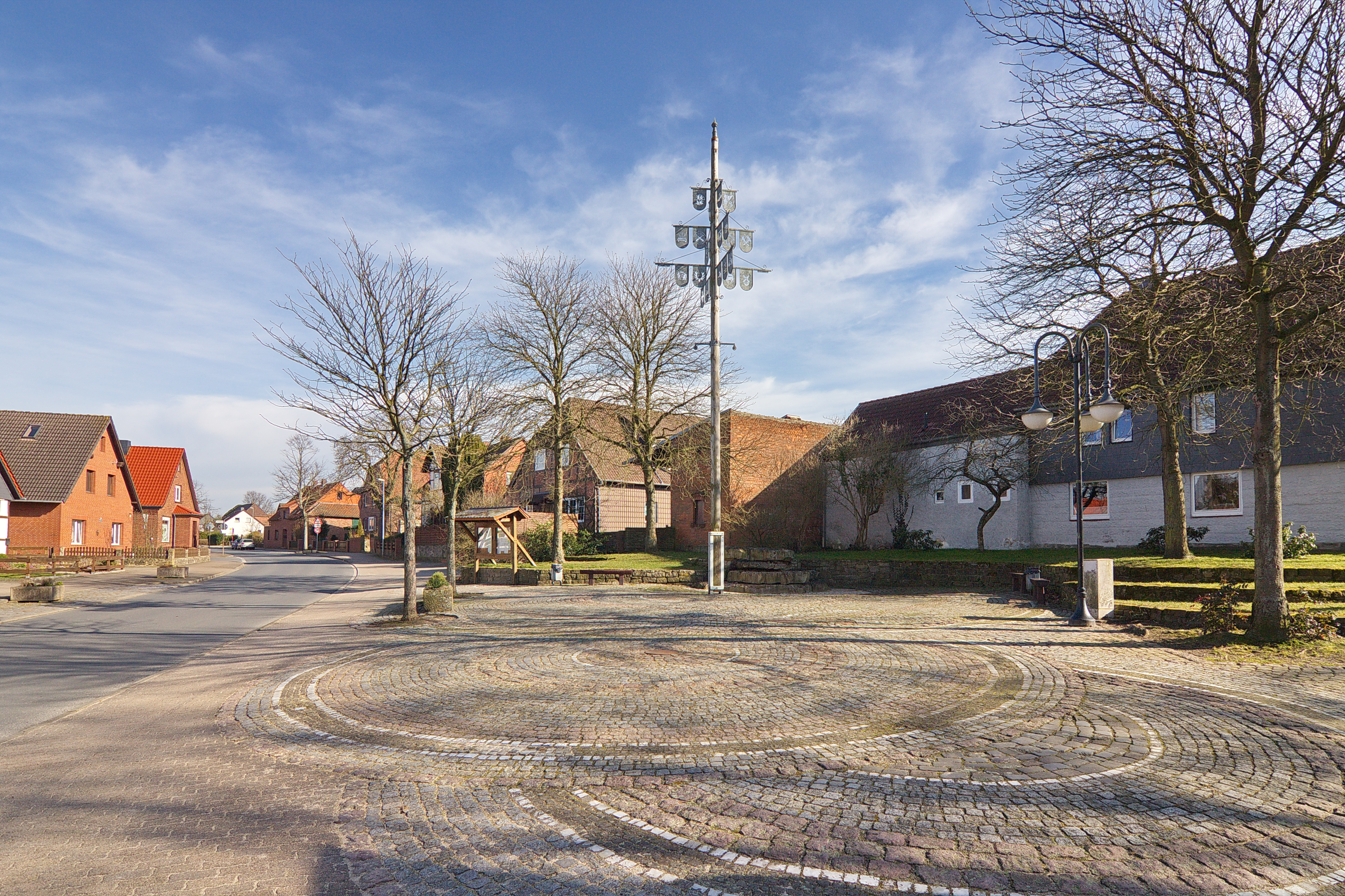
Ortsblick

Brackstedt ist ein Stadtteil im äußersten Norden Wolfsburgs.

## Geografie
Brackstedt liegt zwischen den Naturparks Südheide und Drömling an der Kleinen Aller in der historischen Landschaft des Vorsfelder Werders, ein eiszeitlicher Geestrücken. Der Ort liegt am Rande des Werders, der hier zum Tal der Kleinen Aller abfällt.

## Geschichte

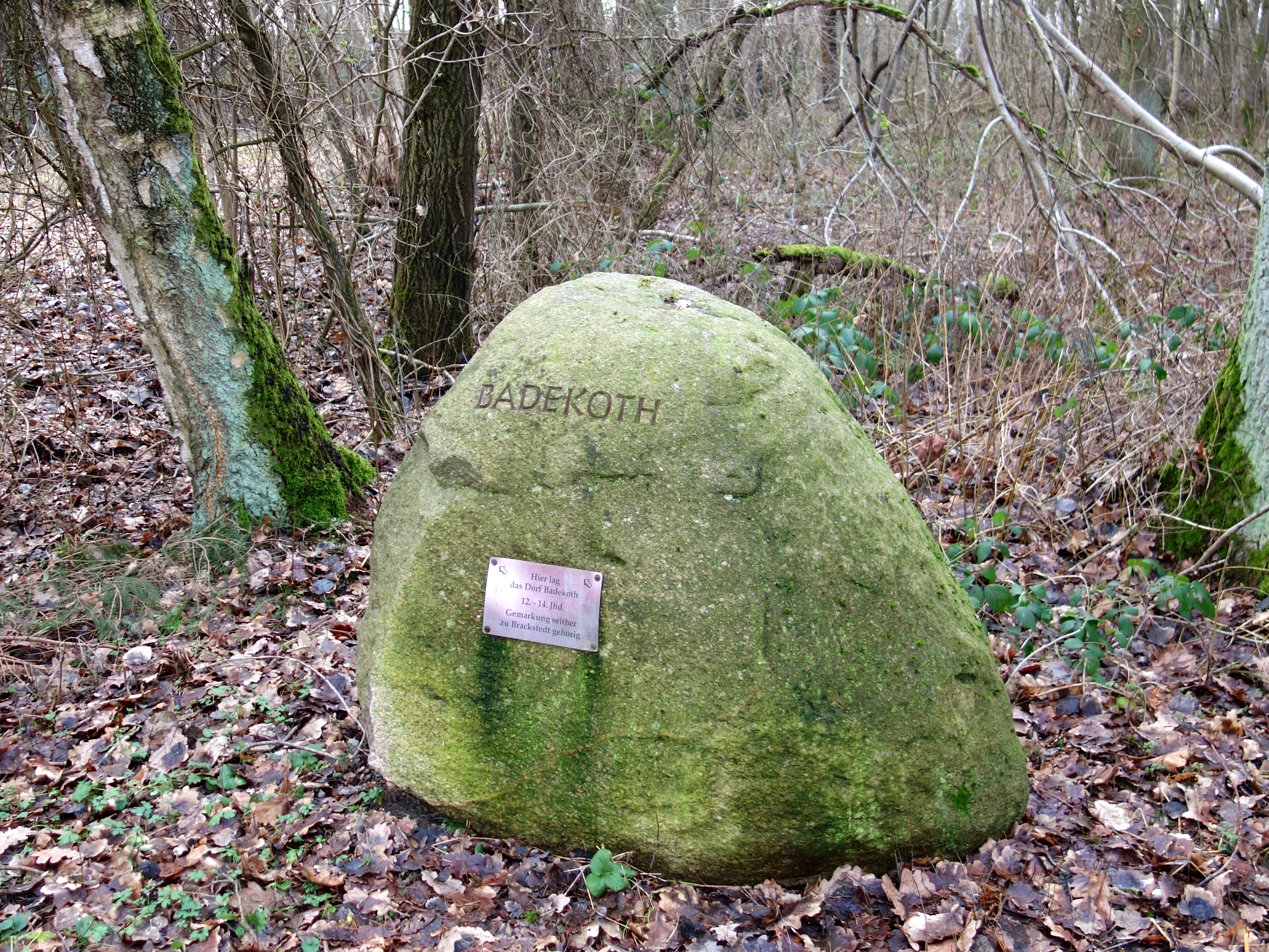
Erinnerungsstein an das wüst gewordene Badekoth östlich von Brackstedt

Für die Bedeutung des Wortteiles Brack- im Namen Brackstedt gibt es verschiedene Erklärungsansätze. Er könnte auf das niederdeutsche brake für Aufbrechen (von Boden) hindeuten, aber auch brach liegen bedeuten oder im Sinne von niederdeutsch braken für Flachsbrechen stehen. Das Grundwort -stedt steht im Altniederdeutschen als -stedi für eine Siedlung.
Brackstedt wurde erstmals 1434 urkundlich in einem Einnahmeverzeichnis der Herren von Bartensleben genannt. Eine weitere Nennung erfolgte 1505 in einer Urkunde über die Dörfer im Wolfsburger Werder (ab 1742 Vorsfelder Werder) als Bragstede. Die ursprüngliche Dorfform war die eines wendischen Rundlings, der, von der Verteilung der Ackerflur, anfangs für neun Höfe ausgelegt war. Brackstedt wurde wie andere Dörfer des Vorsfelder Werders etwa im 12. Jahrhundert im Rahmen einer Kolonisierungsmaßnahme angelegt. Die ersten Bewohner waren Slawen, die wegen ihrer slawischen Herkunft im Mittelalter vom Zehnt befreit waren. Auf die slawische Bevölkerung deuten auch die zahlreichen slawischen Flurnamen rund um den Ort hin. Im Dreißigjährigen Krieg hatte das Dorf ebenso wie die übrigen Werderdörfer zu leiden. Von 15 Höfen waren vier Anwesen wüst gefallen, drei Höfe waren abgebrannt und die Inhaber von drei weiteren Höfen waren von schwedischen Soldaten aufgehängt oder gefoltert (Schwedentrunk) worden. 1663, 15 Jahre nach Kriegsende, zählt ein Verzeichnis 40 Bewohner (über 14 Jahre alt) auf 12 Höfen auf. Laut einem Siedlungsverzeichnis um 1850 bestanden zu dieser Zeit 22 Bauernhöfe in Brackstedt. Bei einem Brand 1846 brannten sechs der zwölf Höfe ab.
Östlich des Ortes erinnert ein Denkmal an das wüst gefallene Dorf Badekoth.
Am 1. Juli 1972 wurde Brackstedt, das vorher zum Landkreis Helmstedt gehörte, nach dem Wolfsburg-Gesetz in die Stadt Wolfsburg eingegliedert.
In den 2000er und 2010er Jahren entstand im Süden des Stadtteils das Neubaugebiet Heidkamp, das die Einwohnerzahl Brackstedts mehr als verdoppelt hat. Dort haben sich auch eine Kindertagesstätte und ein Supermarkt angesiedelt.

## Einwohnerentwicklung
| Hier fehlt eine Grafik, die leider im Moment aus technischen Gründen nicht angezeigt werden kann. Wir arbeiten daran! | 1938  | 250 |
| Hier fehlt eine Grafik, die leider im Moment aus technischen Gründen nicht angezeigt werden kann. Wir arbeiten daran! | 1950  | 481 |
| Hier fehlt eine Grafik, die leider im Moment aus technischen Gründen nicht angezeigt werden kann. Wir arbeiten daran! | 1961  | 373 |
| Hier fehlt eine Grafik, die leider im Moment aus technischen Gründen nicht angezeigt werden kann. Wir arbeiten daran! | 1967  | 407 |
| Hier fehlt eine Grafik, die leider im Moment aus technischen Gründen nicht angezeigt werden kann. Wir arbeiten daran! | 1970  | 399 |
| Hier fehlt eine Grafik, die leider im Moment aus technischen Gründen nicht angezeigt werden kann. Wir arbeiten daran! | 1972  | 416 |
| 1980 | 468   |     |
| 1990 | 617   |     |
| 2000 | 702   |     |
| 2006 | 909   |     |
| 2011 | 1.191 |     |
| 2013 | 1.616 |     |
| 2014 | 1.747 |     |
| 2015 | 1.801 |     |
| 2016 | 1.826 |     |
| 2017 | 1.822 |     |
| 2021 | 1.831 |     |
| Quelle 1938–2021: Festschrift 100 Jahre SV Brackstedt e. V. (S. 51), Quelle 2013–2017: Stadt Wolfsburg – Melderegister – Auswertung Referat Strategische Planung, Stadtentwicklung, Statistik. Jeweils zum 31. Dezember des Jahres. |       |     |

## Politik
Der Stadtteil Brackstedt gehört zur Ortschaft Brackstedt-Velstove-Warmenau und wird durch einen Ortsrat vertreten. Ortsbürgermeisterin ist Angelika Jahns (CDU).

## Kultur und Sehenswürdigkeiten

### Bauwerke

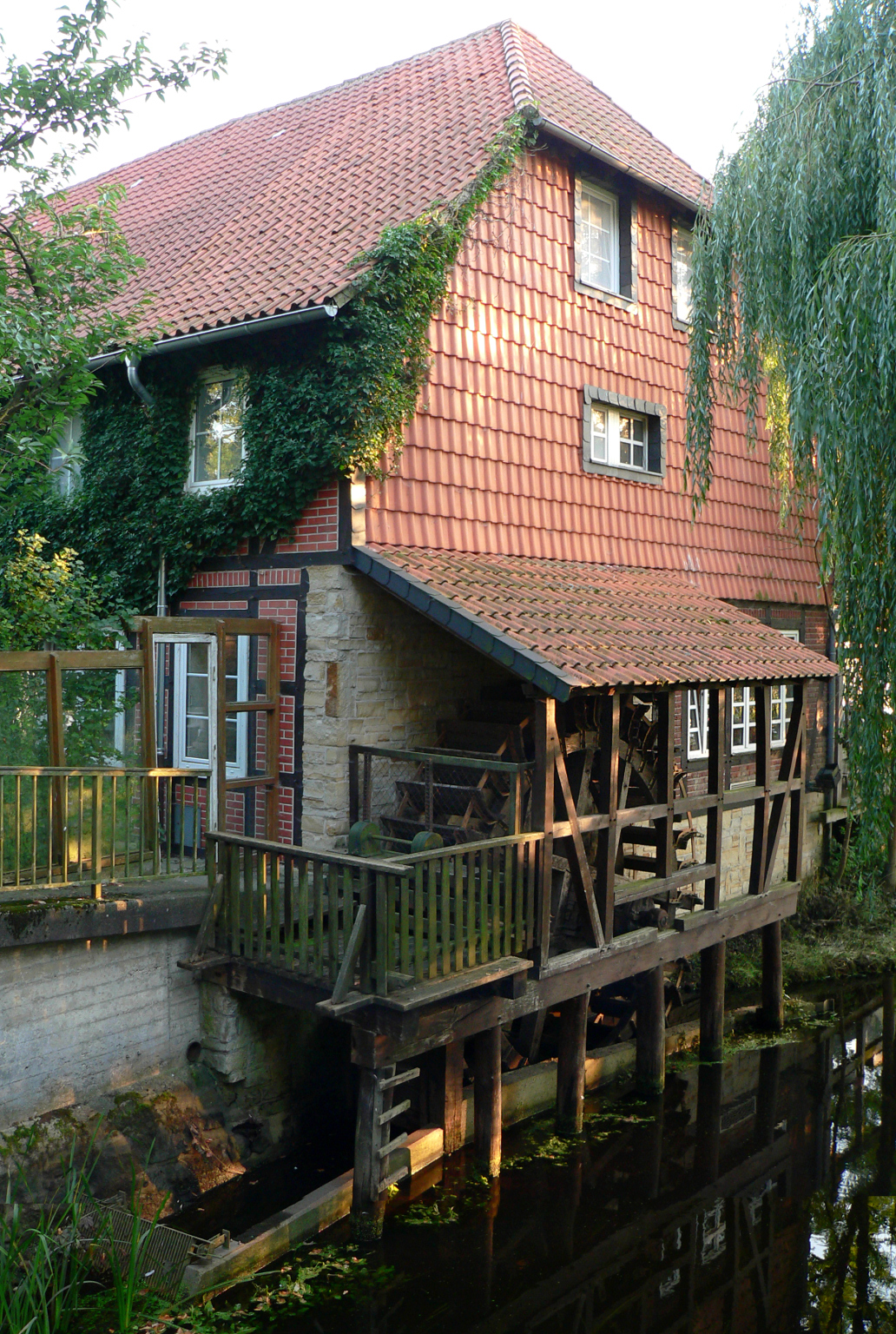
Brackstedter Mühle an der Kleinen Aller

Die Brackstedter Mühle ist eine historische Wassermühle, die 1434 erstmals urkundlich erwähnt wird und die eine Station der Niedersächsischen Mühlenstraße darstellt. Sie liegt im Norden des Ortes an der Kleinen Aller unmittelbar an der Grenze zur Gemeinde Jembke im Landkreis Gifhorn. Das 1913 in der Mühle eröffnete Gasthaus wurde im Lauf der Zeit zum heutigen Hotel-Restaurant mit Saalbetrieb ausgebaut. Im Jahre 2003 wurde das Mühlrad teilrenoviert.
Das Alte Schulhaus im Zentrum des Dorfes mit dem spitzen Dachreiter und der großen Schuluhr wurde als charakteristischer reizvoller Ziegelbau im Jahr 1928 errichtet und 1969 geschlossen. Vor dem als Kulturdenkmal ausgewiesenem Gebäude steht seit 2020 ein öffentlicher Bücherschrank.

### Sport
Der Brackstedter Sportverein ist der SV Brackstedt e. V., der in den Sparten Badminton, Fußball, Gymnastik, Karate, Sportschießen, Tanzsport, Tennis und Tischtennis aktiv ist. Der Verein wurde 1920 unter dem Namen F.C. Sportfreunde Brackstedt gegründet, anfangs mit den Sportarten Fußball und Handball. Nachdem der Spielbetrieb 1938 kriegsbedingt eingestellt werden musste, wurde der Verein 1946 wieder reaktiviert und 1947 der Sportbetrieb wieder aufgenommen. 1949 gehörten dem Verein bereits 71 Mitglieder an. In den 1970er und 1980er Jahren kamen im zuvor vom Fußball dominierten Verein neue Sportarten hinzu. Seit 1973 besteht der Sportplatz am heutigen Standort östlich des Friedhofs, 1975 wurde dort das Sportheim errichtet, 1979 zwei Tennisplätze angelegt und 1982 das Tennisheim erbaut. 1984 folgte die Errichtung eines Schießstandes, von 2002 bis 2004 wurde die Sporthalle durch die Stadt Wolfsburg erbaut. 2022 gehören dem Verein rund 575 Mitglieder an. Neben dem Sportgelände befindet sich die Vereinsgaststätte Finale.

## Wirtschaft und Infrastruktur

### Unternehmen
Seit 2017 bietet ein Netto Marken-Discount mit einer Bäckerei-Filiale und einem kleinen Café wieder eine Einkaufsmöglichkeit in Brackstedt. Die Gemischtwarenhandlungen Ehlers und Jaeckel, die Poststelle sowie zuletzt auch das Lebensmittelgeschäft Winkelmann wurden bereits viele Jahre zuvor geschlossen. Auch die in der Ortsmitte gelegene Gaststätte Dorfkrug wurde aufgegeben. Außerhalb der Ortslage befindet sich das Hotel Brackstedter Mühle.

### Bildung
Die Schule in Brackstedt wurde 1969 geschlossen, im Nachbarstadtteil Kreuzheide befindet sich heute die nächstgelegene Schule. Seit August 2012 gibt es die Kindertagesstätte Brackstedt, Träger ist der Evangelisch-lutherische Kirchenkreis Wolfsburg–Wittingen.